# Churasan
Churasan – paramilitarna grupa zbrojna islamistów, tworzona przez weteranów Al-Ka’idy z Afganistanu, Jemenu, Syrii, Azji Południowej i Afryki Północnej, a także Europy. Churasan jest odłamem Dżabhat an-Nusra, oficjalnej siatki Al-Ka’idy w Syrii. Ugrupowanie powstało podczas wojny domowej w Syrii. Na czele grupy stoi Kuwejtczyk Muhsin al-Fadli, który należał kiedyś do wewnętrznego kręgu Usamy ibn Ladina.
Churasan stał się celem nalotów amerykańskich sił zbrojnych podczas pierwszego dnia interwencji lotniczej w Syrii, 23 września 2014. Wówczas w ośmiu atakach na zachód od Aleppo zniszczono fabrykę broni i amunicji, a także obóz treningowy organizacji oraz instalacje komunikacyjne.